# Пшата (Домжале)
Пшата (словен. Pšata) — поселення в общині Домжале, Осреднєсловенський регіон, Словенія. 
Висота над рівнем моря: 279,6 м.